# Chromatoiulus glossulifer
Chromatoiulus glossulifer är en mångfotingart som beskrevs av Christoph D. Schubart 1934. Chromatoiulus glossulifer ingår i släktet Chromatoiulus och familjen kejsardubbelfotingar. Inga underarter finns listade i Catalogue of Life.